# Biville-la-Rivière

Biville-la-Rivière este o comună în departamentul Seine-Maritime, Franța. În 1 ianuarie 2022 avea o populație de 104 de locuitori.